# 村井長貞
村井 長貞（むらい ながさだ、文化9年2月13日（1812年3月25日） - 天保13年6月3日（1842年7月10日）） は、加賀藩年寄。加賀八家村井家第10代当主。
父は奥村質直。養父は加賀藩年寄村井長道。養子は村井長在。通称鈴之助、靫負。初名は之行。本姓は平氏（桓武平氏）。家紋は「丸ノ内上羽蝶」。

## 生涯
文化9年（1812年）、加賀藩年寄奥村質直の七男として生まれる。天保7年（1836年）、養父長道の死去により家督と1万6000石の知行を相続する。年寄として藩主前田斉泰に仕えた。天保10年（1839年）、金沢城代を兼任する。著作に天保7年（1836年）から天保12年（1841年）まで記した「村井長貞日記」がある。
天保13年（1842年）6月3日没。家督は加賀藩士前田孝保の次男の長在が末期養子となって相続した。